# Jurisprudență

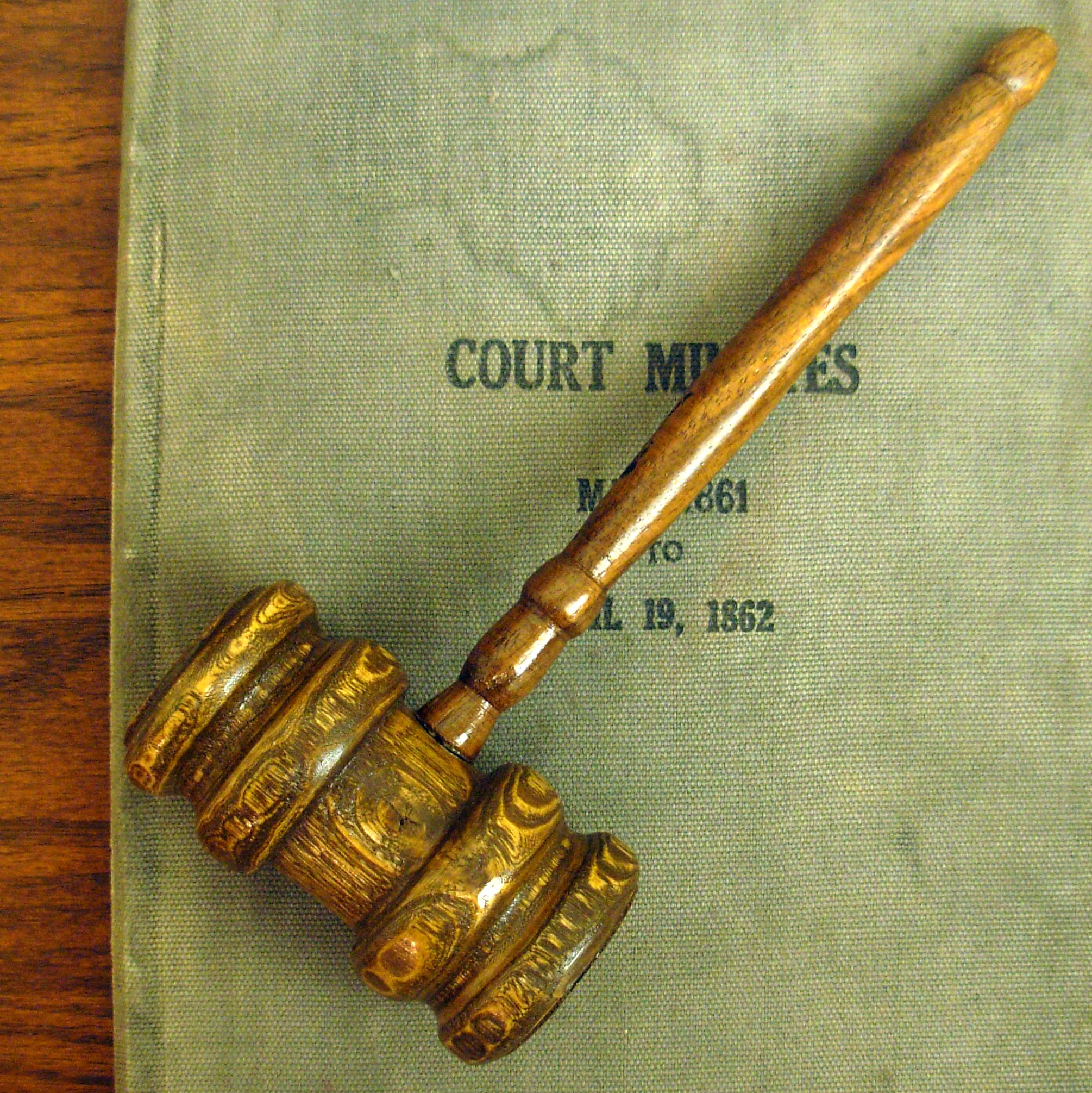
Filozofii dreptului întreabă „ce este dreptul și ce ar trebui să fie?”

Jurisprudența este teoria și filosofia dreptului. Oamenii de știință de jurisprudență, sau teoreticienii dreptului speră să obțină o înțelegere mai profundă a naturii de drept, de raționament juridic, a sistemelor juridice și a instituțiilor juridice. Se ocupă în principal atât de ceea ce este dreptul, cât și de ceea ce ar trebui să fie. Aceasta include chestiuni referitoare la modul în care persoanele și relațiile sociale sunt conceptualizate din perspectivă juridică, precum și la valorile inerente și externe dreptului. Lucrările încadrate în jurisprudență sunt în mare parte filosofice, dar includ și contribuții din alte domenii, precum sociologia, istoria, științele politice și economia.
Evoluția jurisprudenței moderne a început în secolul al XVIII-lea, concentrându-se pe fundamentarea principiilor dreptului natural, dreptului civil și dreptului internațional. Jurisprudența generală poate fi clasificată atât în funcție de tipul de probleme la care teoreticienii dreptului încearcă să răspundă, cât și în funcție de teoriile jurisprudențiale sau școlile de gândire juridică privind modul în care aceste probleme pot fi cel mai bine abordate.
Filosofia contemporană a dreptului, care se ocupă de jurisprudența generală, analizează atât problemele interne ale dreptului și ale sistemelor juridice, cât și rolul dreptului ca instituție socială în contextul politic și social mai amplu în care se încadrează. Dreptul natural antic, reprezentat de gânditori precum Aristotel și Cicero, susținea ideea că există limite raționale și obiective la puterea conducătorilor legislativi. Fundamentele dreptului sunt accesibile prin rațiune, iar legile umane își extrag autoritatea din aceste legi ale naturii. Jurisprudența analitică, influențată de John Austin și H. L. A. Hart, respinge contopirea dreptului cu idealul normativ al dreptului natural și promovează utilizarea unui punct de vedere neutru și a unui limbaj descriptiv atunci când se analizează aspectele sistemelor juridice. Incluzând teorii precum pozitivismul juridic, care afirmă că nu există o legătură necesară între drept și moralitate și că autoritatea dreptului provine din faptele sociale fundamentale, și „realismul juridic”, reprezentat de Oliver Wendell Holmes și Karl Llewellyn, care subliniază că aplicarea practică a dreptului determină natura acestuia, în funcție de aplicarea sa de către legiuitori, avocați și judecători. Spre deosebire de jurisprudența experimentală, care investighează conceptele legale populare folosind metodele științelor sociale, metoda tradițională utilizată în dreptul natural și jurisprudența analitică este analiza filosofică. Jurisprudența normativă se ocupă de teoriile „evaluative” ale dreptului, care analizează scopul și obiectivele acestuia, precum și teoriile morale și politice care oferă fundamentul acestuia. Nu se limitează doar la întrebarea „Ce este dreptul?”, ci încearcă să determine care ar trebui să fie funcția adecvată a dreptului, ce acte ar trebui să fie supuse sancțiunilor legale și ce forme de pedeapsă ar trebui permise. Această discuție reflectă evoluția gândirii juridice și influența continuă a diferitelor școli de gândire asupra practicii legale contemporane.

## Vezi și
- Jurindex